# George Lucas

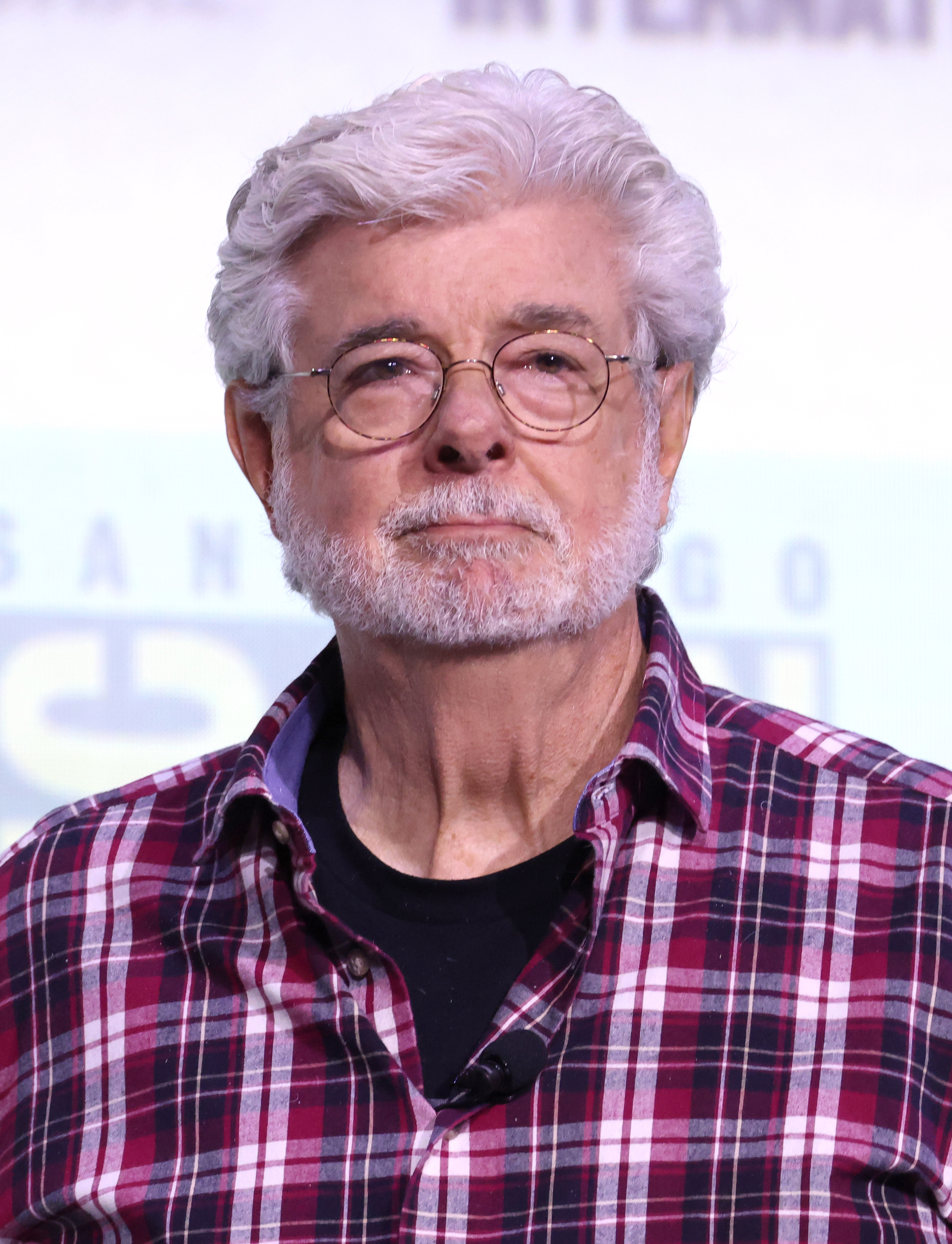
George Lucas (2025)

George Walton Lucas Jr. (* 14. Mai 1944 in Modesto, Kalifornien) ist ein US-amerikanischer Produzent, Drehbuchautor und Regisseur. Seine erfolgreichsten Filmprojekte waren vor allem die Star-Wars-Filmreihe und die Indiana-Jones-Pentalogie. Außerdem gilt Lucas mit Unternehmen wie dem Tricktechnikstudio Industrial Light & Magic seiner ehemaligen Unternehmensgruppe Lucasfilm als Pionier beim Einsatz digitaler Kinokameras und des Qualitätsstandards THX als sehr engagierter Geschäftsmann in der Filmindustrie.
Im Jahr 2009 rangierte Lucas auf der Liste der reichsten Leute der Welt des Forbes Magazine mit einem geschätzten Vermögen von drei Milliarden US-Dollar auf Platz 205. Allein seine Star-Wars-Saga (Episode 1–6, inklusive der Wiederveröffentlichung von Episode 4–6 im Jahr 1997) spielte weltweit über 4,4 Milliarden US-Dollar ein (Stand: Januar 2010).
2005 schätzte das Forbes Magazine die durch Star-Wars-Merchandising über 28 Jahre erwirtschafteten Einnahmen und ermittelte eine Gesamtsumme von beinahe 20 Milliarden US-Dollar. Damit ist Star Wars finanziell gesehen das bislang erfolgreichste Filmprojekt.
Im Oktober 2012 wurde bekannt, dass Lucas seine Firmengruppe Lucasfilm für über vier Milliarden US-Dollar an die Walt Disney Company verkauft hat, wobei er den größten Teil des Erlöses Bildungszwecken spenden will.

## Leben

### Kindheit und Jugend
George Walton Lucas wurde als Sohn von Dorothy und George Lucas Senior in der Kleinstadt Modesto im Tal von San Joaquin geboren. Lucas Vater war Eigentümer einer Schreibwarenhandlung namens L. M. Morris. George Junior hatte zwei ältere und eine jüngere Schwester. Sein Vater ging damals noch davon aus, dass sein Sohn das Geschäft später erben und weiter betreiben würde. Da sich Dorothy Lucas häufig und lange im Krankenhaus aufhielt, lag die Verantwortung bei ihrem Mann. George Senior versuchte stets, die konservative Arbeitsmoral auf seine Kinder zu übertragen, und war streng und konsequent in der Erziehung.
In jungen Jahren las George Lucas Romane wie Die Schatzinsel, Robinson Crusoe, Die Abenteuer des Tom Sawyer und Die Abenteuer des Huckleberry Finn sowie Comics von Donald Duck und Superman und die Geschichten von Robin Hood. Durch sein geschichtliches Interesse vertiefte sich Lucas beispielsweise auch in Biografien von General Custer und Thomas Edison. Zu Lucas’ Lieblingssendungen im Fernsehen gehörten die Wiederholungen der Samstagvormittagsserien wie Adventure Theater, die Comicverfilmung Flash Gordon und die Science-Fiction-Serie Buck Rogers.
Die Familie Lucas zog in den späten 1950er-Jahren in ein abgelegenes Ranch-Haus um. Das Grundstück war eine fünf Hektar große Plantage von Walnussbäumen. Lucas besuchte die Thomas Downey High School und war dort ein Schüler mit mittelmäßigen Leistungen. Mit der Pubertät entwickelte Lucas ein starkes Interesse an Motorrädern, später auch an Autos. Oft verbrachte er seine Freizeit in einer Autowerkstatt und arbeitete dort an seiner getunten Autobianchi Bianchina. Mit 16 Jahren war es Lucas’ großer Traum, eine Rennfahrer-Karriere zu beginnen.
Drei Tage vor seinem Schulabschluss, am 12. Juni 1962, wurde der 18-jährige George Lucas in einen Autounfall verwickelt. Als er nachts auf dem Heimweg in die Einfahrt seines Elternhauses einbiegen wollte, versuchte sein Klassenkamerad Frank Ferreira, ihn mit 140 km/h zu überholen. Die beiden Wagen kollidierten, wobei sich Lucas’ Fiat mehrmals überschlug und gegen einen Walnussbaum prallte. Kurz vor dem Einschlag riss Lucas’ Anschnallgurt, so dass er aus dem Auto geschleudert wurde. Ferreira blieb unverletzt, während Lucas bewusstlos am Straßenrand liegen blieb.
Lucas zog sich mehrere Quetschungen der Lunge zu und brach sich einige Rippen. Er lag zwei Tage im Koma und weitere zwei Wochen auf der Intensivstation. Selbst nannte er seinen Unfall eine „Reifeprüfung“, nach der er sich gegen eine Karriere als Rennfahrer entschied.

„Vor dem ersten Unfall macht man sich keine Gedanken um das Risiko, weil einem nicht klar ist, wie nahe man am Abgrund steht. Ich gehörte einem Klub an, in dem auch einige Rennfahrer waren, und einer von denen machte weiter und er fuhr sogar in Le Mans. […] Man kann sich eine Zukunft im Rennsport ziemlich genau ausmalen und weiß, dass es einen letztendlich das Leben kosten wird. Irgendwie wurde mir klar, dass das vielleicht doch nicht das Richtige für mich ist.“

### Ausbildung
George Lucas entschied sich für das Modesto Junior College und studierte dort Anthropologie, Psychologie und Philosophie. Er interessierte sich zwar weiterhin für den Motorsport, fotografierte aber fortan die Rennwagen nur noch. Sein Vater förderte sein Interesse an Kleinbildkameras und richtete seinem Sohn eine Dunkelkammer ein. Als der Vater auch den Wunsch äußerte, seinen Laden zu übergeben, lehnte George Lucas ab und schrieb sich nach einem guten Junior-College-Abschluss an der Filmhochschule University of Southern California in Los Angeles ein.
Dank der finanziellen Unterstützung seines Vaters und einem Anruf von seinem Freund Haskell Wexler, der mit einigen Hochschullehrern befreundet war, konnte Lucas Englisch, Astronomie und Geschichte studieren. Außerdem belegte er noch zwei Filmseminare, in denen er Filmgeschichte und Animation lernte. Zu Lucas damaligen Kommilitonen zählten Walter Murch, Hal Barwood, Matthew Robbins, Willard Huyck, John Milius, Randal Kleiser, Robert Dalva, Howard G. Kazanjian, Caleb Deschanel, Charles Lippincott, Donald Glut und Basil Poledouris, die später alle als Filmschaffende bekannt wurden. Die Gruppe um Lucas wurde auch „The Dirty Dozen“ oder einfach die „USC Mafia“ genannt.
Im Jahr 1965 wollte George Lucas Dokumentarfilmer werden. Sein Interesse an Bildmontagen und Animationen nutzte er bei seinem ersten Studentenfilm Look at Life, einer Montage schneller Bildfolgen, die zusätzlich erst von ruhigen Gitarrenklängen und später von hektischen Conga-Rhythmen begleitet wird. Sein nächster Studentenfilm trug den deutschen Titel Freiheit. Dieser Kurzfilm handelt von einem jungen Mann mit dem Wunsch nach Freiheit im geteilten Berlin.
Herbie, der dritte Studentenfilm von Lucas, bestand aus Aufnahmen von nächtlichem Straßenverkehr, der sich in der Karosserie eines Autos spiegelte. Mit dieser Art des Filmens wollte Lucas seine dokumentarischen Fähigkeiten mit einem visuellen Aspekt verbinden. Im Abspann war dann zu lesen: „Diese Augenblicke der Reflexion wurden ihnen von Paul Golding und George Lucas präsentiert.“ Lucas letzter Kurzfilm vor seinem Studienabschluss war gleichzeitig sein erster 16-mm-Film in Farbe, 1:42.08. Dieser Film spielte auf Lucas Vorlieben für Autorennen an, dabei spielt der Rennfahrer Pete Brock die Hauptrolle des angestrengten Rennfahrers, während seiner Testvorbereitungen auf einer Rennstrecke in Kalifornien.
Durch seine einfallsreichen Studentenfilme fand Lucas bei Studenten und Professoren hohes Ansehen. Dabei gibt er zu, dass er sich damals von vielen Kinofilmen vor dem Jahr 1964 inspirieren ließ, darunter auch Dr. Seltsam, oder wie ich lernte, die Bombe zu lieben von Stanley Kubrick und Yeah! Yeah! Yeah! von Richard Lester. Besonders angesprochen haben ihn die Filme von Akira Kurosawa, John Ford und William Wyler.
Als Lucas im August 1966 an der University of Southern California sein Studium abschloss, wollte er seinen Militärdienst antreten und erwartete dabei, dass er nach Vietnam eingezogen werden würde. Bei der Musterungsuntersuchung stellte sich jedoch heraus, dass er an Diabetes litt und untauglich war. Anschließend nahm Lucas eine Stelle als Kameramann bei Saul Bass an. Lucas assistierte ihm bei dem Film Why Man Creates (1968), der 1969 einen Oscar in der Kategorie Bester Dokumentar-Kurzfilm gewann.
Im Januar 1967 kehrte Lucas als Assistent von Seminarleiter Gene Peterson an die University of Southern California zurück. Während dieser Zeit drehte Lucas eine frühe Version von THX 1138 unter dem Titel Electronic Labyrinth: THX 1138 4EB. Bei diesem Kurzfilm handelt es sich um einen komplexen, aber abstrakten Nachfolger von Freiheit, jedoch mit einem Happy End. Mit seinem früheren Partner von Herbie, Paul Golding, produzierte Lucas seinen nächsten Kurzfilm mit dem Titel Anyone Lived in a Pretty How Town. Dieser Fantasyfilm spielte auf das gleichnamige Gedicht von E. E. Cummings an und spiegelt dieselbe impressionistische und surreale Erzählung des Dichters wider.
Knapp einen Monat später drehte Lucas erneut einen Dokumentarfilm, der auf informative und eigenwillige Weise die Beziehung eines Disc Jockeys zu seinem Publikum aufklärt. Der Kurzfilm The Emperor handelt von einem Radiobetreiber und erläutert scherzhaft die Diskrepanz zwischen dessen Zuhörern und der Realität. Diesen Film drehte Lucas ohne ein Konzept, was dazu führte, dass er bei den Dreharbeiten absichtlich viel Filmmaterial aufnahm, um im Schneideraum einen Film daraus zu machen.
Im Frühjahr 1967 schlug die University of Southern California im Auftrag von Columbia Pictures zwei Freunde von Lucas für die Regieführung des Studienprojekts Mackenna’s Gold vor. Als einer von ihnen das Projekt absagte, schlug man wiederum Lucas als Nachfolger vor. Bei den Dreharbeiten war er über die sehr dekadenten Arbeitsmethoden entsetzt und verlor das Interesse an Filmen mit hohen Budgets. Er wollte weniger ins Spielfilmgeschäft einsteigen und Filmproduktionen leiten, sondern eher Kameramann bei Dokumentarfilmen werden. Die Filmarbeiten wurden am 18. Juni 1967 abgeschlossen. Lucas nahm dieses Datum zum Anlass seines nächsten Kurzfilmes, der den Titel 6.18.67 trägt. Der Film wurde aus Restmaterial von Mackenna’s Gold zusammengestellt.

### Etablierung als Filmemacher
Lucas bekam ein Warner-Memorial-Stipendium, das ihm einen sechsmonatigen Aufenthalt in einer beliebigen Abteilung der Warner-Bros.-Studios anbot. Kurz vor Lucas Ankunft begann der Regisseur Francis Ford Coppola die Dreharbeiten zu Der goldene Regenbogen. Coppola machte 1963 seinen Abschluss auf der University of California, Los Angeles und nahm im Anschluss daran eine Stelle im Drehbuchteam von Warner Bros. Seven Arts an, zudem führte er bereits 1963 bei Dementia die Regie. Er bot Lucas, der in den Warner-Bros.-Studios nur wenig Beschäftigung fand, eine Stelle als Assistent an. Lucas wurde beauftragt mögliche Kameraeinstellungen von Coppolas Der goldene Regenbogen zu fotografieren. Bis zum Ende der Dreharbeiten waren Lucas und Coppola gute Freunde geworden. Coppolas nächstes Projekt Liebe niemals einen Fremden sollte unabhängig von Hollywood produziert werden und eher einem Studentenfilm gleichkommen. Dabei plante er eine Odyssee von New York nach Nebraska. Er überzeugte Lucas sein Assistent zu werden mit einer Absprache der Warner-Bros.-Studios, der zufolge Lucas dafür bezahlt würde, ein Drehbuch von THX 1138 zu schreiben. Somit konnte Lucas Coppola zugleich bei den Dreharbeiten zu Liebe niemals einen Fremden begleiten, und an einem THX-1138-Drehbuch arbeiten.
Coppola, der sich schon längere Zeit von Hollywoods Filmindustrie abwenden wollte, schlug Lucas vor, ein unabhängiges Studio zu gründen. Nach einer Tagung mit dem Filmemacher John Korty, der von seiner dritten Produktion in seinem eigenen Studio berichtete, beschlossen Lucas und Coppola das Studio Korty Films zu besichtigen. Coppola schaute sich noch andere unabhängige Studios an. So besichtigte er ein kleines Unternehmen namens Lanterna Films in Dänemark und bekam ein Zoetrop als Andenken an seinen Besuch geschenkt. Bald darauf bestellte er zusammen mit Lucas hochwertige Filmausrüstung und kümmerte sich um Räumlichkeiten, die er 1969 in San Francisco gefunden hatte. Seinem Studio gab er den Namen American Zoetrope.

#### THX 1138
Lucas wurde zum stellvertretenden Geschäftsführer der Zoetrope Studios ernannt und würde dort seinen ersten Spielfilm THX 1138 drehen dürfen, vorausgesetzt, Warner Bros. ließe Lucas’ Drehbuch zu. Insgesamt wurde das Drehbuch zweimal von Warner Bros. abgelehnt. Nach einem Wechsel der Geschäftsführung innerhalb von Warner im Juni 1969 schlug Lucas ein drittes Mal THX 1138 vor und überzeugte das Studio. Außerdem lieh Warner 300.000 US-Dollar zum Aufbau der Zoetrope Studios.
Noch während der Produktion zu THX 1138 befasste sich Lucas mit einem neuen Projekt, das seinem früheren Kurzfilm The Emperor ähneln sollte. Dabei dachte er an einen Film, der in Lucas Geburtsort Modesto spielt und Gemeinsamkeiten zu seiner Jugend herstellt. Er gab diesem Film den Titel American Graffiti.
Die Verhandlungen mit Warner darüber, den Film THX 1138 abzunehmen, verliefen schleppend. Das Studio wollte einige Szenen aus dem Film schneiden und verlangte die Rückzahlung des Darlehens von 300.000 US-Dollar. Außerdem gab Warner bekannt, die Teilnahme an den Zoetrope Studios zu beenden. Während dieser Krise suchte Lucas nach einer anderen Möglichkeit, die Vorproduktion von American Graffiti zu finanzieren, und beauftragte den Filmproduzenten Gary Kurtz mit der Planung des Budgets. Außerdem gründete Lucas mit Hilfe seines Rechtsberaters Tom Pullock seine eigene Filmgesellschaft Lucasfilm.
Am 11. März 1971 brachte Warner Bros. THX 1138 in die Kinos. Das Thema des Films stand im Zusammenhang mit einer weitverbreiteten Angst vor einem Identitätsverlust des Einzelnen durch eine technisierte und zentralisierte Gesellschaft. THX 1138 behandelt ebenso die Frage nach dem freien Willen eines Menschen. Der Kinostart verlief ohne großes Aufsehen; der Film wurde von Kritikern positiv bewertet. Insgesamt vermarktete Warner Bros. den Film auf eine andere Weise, die sich George Lucas nicht so vorgestellt hatte. In einem Interview brachte Lucas seine Kritik gegenüber Warner Bros. und deren Marketingstrategien zum Ausdruck:

„Filme machen ist eine Kunst; Filme verkaufen ist ein Geschäft. Das Problem ist nur, dass die keine Ahnung haben, wie man Filme verkauft. Deswegen versuchen sie, Filme zu machen, in die Leute reingehen, ohne dass sie ihnen groß verkauft werden müssen. Darin sehe ich das eigentliche Problem. Die verlieren das Interesse, sobald sie es mal nicht mit einem Film zu tun haben, den man nur in die Kinos bringen muss und die Leute kommen in Scharen.“

#### American Graffiti
Nach dem bescheidenen Erfolg von THX 1138 bekam Lucas ein Angebot, als Regisseur an dem Film Diamantenlady zu arbeiten. Da Lucas zu dieser Zeit sein eigenes Projekt mit American Graffiti plante, lehnte er ab. In Cannes traf Lucas auf David Picker, den Präsidenten von United Artists. Dort versprach Pickers Lucas 10.000 US-Dollar für die Entwicklung des Drehbuches. Später lehnte das Studio das Projekt auf Grund hoher Lizenzgebühren der geplanten Rock-’n’-Roll-Musik ab. Lucas bekam schließlich bei Universal eine Zusage, vorausgesetzt der Budgetplan übersteige nicht eine Million US-Dollar und George Lucas engagiere einen namhaften Schauspieler, um den Film in den Kinoanzeigen interessanter machen zu können. Lucas konnte mit einem geringen Budget keinen Star engagieren und fragte Coppola, der mit Der Pate einen großen Erfolg landete, ob er zur Universals Beruhigung Produzent von American Graffiti werden könnte; Coppola willigte ein.
Der US-Kinostart von American Graffiti erfolgte am 1. August 1973. Lucas und Universals Erwartungen wurden mit einem Einspielergebnis von über 118 Mio. US-Dollar weit übertroffen. Das Komödiendrama über das Erwachsenwerden erhielt überwiegend positive Kritiken. Dabei machten Lucas Rechte an den Nettoeinnahmen ihn zum Millionär und ließen den Wert seines Unternehmens Lucasfilm Ltd. enorm ansteigen. Mit diesem Geld baute Lucas sein kleines Unternehmen weiter aus und plante sein nächstes Projekt, einen Science-Fiction-Film mit dem Titel The Star Wars.

#### Star Wars
Während der Jahre 1973 und 1974 schrieb Lucas an einem ersten Entwurf eines Science-Fiction-Filmes, der Motive alter Mythen und moderner Märchen beinhalten sollte. Er dachte an einen Kinderfilm, der im Weltraum spielen würde und eine Mischung aus Flash Gordon und Alarm im Weltall darstellen sollte. Den fertigen Drehbuchentwurf reichte er schließlich bei Universal und United Artists ein; beide Studios verzichteten jedoch, da das Manuskript recht komplex geschrieben und damit schwer zu verstehen war. Darüber hinaus hielt man das überaus ehrgeizige Projekt für tricktechnisch annähernd unmöglich zu realisieren. Mehr Erfolg hatte Lucas bei 20th Century Fox (beziehungsweise Coryworle). Das Studio nahm ihn unter Vertrag und gewährte ihm ein voraussichtliches Budget von drei Millionen US-Dollar, obwohl das Produktionsunternehmen damals in finanziellen Schwierigkeiten steckte. Lucas’ ausschlaggebender Wegbereiter war Alan Ladd jr., der neu im Vorstand der Filmgesellschaft war und an Lucas’ Fähigkeiten als Geschichtenerzähler glaubte. Zudem verhandelte Lucas mit 20th Century Fox über die Fortsetzungs-, Fernseh- und Merchandisingrechte, sowie die Rechte an der Filmmusik und über die Verwertung des Soundtracks, und verzichtete andererseits auf eine höhere Entlohnung als Regisseur. Da man nicht an einen größeren Erfolg des Films glaubte und die oben genannten Rechte zu dieser Zeit somit nicht viel wert zu sein schienen, ließ man sich auf das Geschäft ein und setzte am 20. August 1973, 19 Tage nach dem Kinostart von American Graffiti, einen entsprechenden Vertrag auf.

##### Original-Trilogie (1977–1983)
George Lucas arbeitete anschließend an einem Drehbuch und beschloss, die eigentliche Handlung des Filmes in drei Abschnitte zu untergliedern, damit das geringe Budget von 20th Century Fox ausreichen würde. Somit machte er aus dem ersten Abschnitt des Drehbuches den ersten Film mit dem Titel Krieg der Sterne.
Zur Produktion seines Films stellte Lucas ein Team zusammen, das weniger aus Leuten von Hollywoods Filmindustrie bestand, um sein geringes Budget nicht zu erschöpfen. Lucas’ Bekannter Ben Burtt aus der University of Southern California trat eine Stelle bei Lucasfilm an. Burtt spezialisierte sich auf den Bereich der Soundeffekte und bildete anschließend als einziger Mitarbeiter die Sound-Abteilung von Lucasfilm.
In vielen Sequenzen in Krieg der Sterne erwartete Lucas realistisch wirkende Spezialeffekte, die sich von anderen Produktionen abheben sollten. Dabei dachte er an die Flugbewegungen in Serien wie Flash Gordon, welche ihm im Bezug zu Krieg der Sterne wiederum zu langsam erschienen. Im Jahr 1975 beauftragte er John Dykstra mit der Leitung der fotografischen Spezialeffekte. Dykstra arbeitete bereits an Projekten wie Andromeda – Tödlicher Staub aus dem All und Lautlos im Weltraum. In einer 2.500 m² großen Lagerhalle in Van Nuys richtete Lucas ein Studio für Spezialeffekte ein und übergab Dykstra die Geschäftsführung dieses Unternehmens mit dem Namen Industrial Light & Magic (ILM). In derselben Lagerhalle richtete Lucas auch ein Tonstudio ein und übertrug die Sound-Abteilung mit Ben Burtt als Leitung in ILMs Unternehmensgebäude. Das Tonstudio bekam wenig später die Bezeichnung Sprocket Systems.
Die folgenden Dreharbeiten zu Star Wars erwiesen sich für Lucas als eine außerordentliche Belastung, körperlich wie psychisch. Da das vereinbarte Budget längst überschritten war und der Terminplan nicht eingehalten werden konnte, zweifelte Lucas ernsthaft an seinem Projekt. ILM hatte große Schwierigkeiten mit der Produktion der komplizierten Spezialeffekte, und sein Kamerateam und die Schauspieler machten häufig Scherze über Lucas oder reagierten zornig. Der Schauspieler Harrison Ford, der in der Trilogie den Han Solo spielt, kritisierte beispielsweise Lucas’ Dialoge:

„Das ist ja furchtbar! George, so einen Mist kann man vielleicht in eine Maschine tippen, aber sprechen kann man es auf gar keinen Fall.“

Lucas war in permanenter Anspannung, verlor einige Zeit lang seine Stimme und erlitt im Laufe der Produktion sogar einen Schwächeanfall.
Krieg der Sterne wurde am 25. Mai 1977 in lediglich 32 amerikanischen Kinos uraufgeführt. Diese 32 Kinos nahmen am ersten Spieltag einen Betrag von 254.809 US-Dollar ein. Die einfache Märchengeschichte von Gut und Böse, erzählt in einer Science-Fiction-Welt, traf den Geschmack der Kinobesucher. Einige Kritiker sahen in dem Film im Nachhinein sogar so etwas wie die bildliche Überwindung des amerikanischen Vietnam-Traumas. Die Kinobetreiber bemerkten, dass sie die Nachfrage unterschätzt hatten und forderten Fox auf, umgehend weitere Kopien herzustellen. Bis Mitte Juni war der Film in über 350 Kinos angelaufen und im November überstiegen die Einnahmen von Krieg der Sterne sogar die von Der weiße Hai. Einen erfolgreichen Science-Fiction-Film zu produzieren, bedeutete zu jener Zeit ein Einspielergebnis von etwa 30 bis 35 Millionen Dollar. Star Wars spielte weltweit in einer Zeitspanne von anderthalb Jahren insgesamt 276 Millionen Dollar ein. Damit war Star Wars zu dieser Zeit der mit Abstand erfolgreichste Film der Filmgeschichte. Auch die zuerst zurückhaltende Merchandising-Produktion fand schnell geeignete Lizenznehmer. George Lucas verdankte den erworbenen Rechten am Merchandising einen Großteil der Star-Wars-Einnahmen.
Durch den Erfolg des ersten Teils der Geschichte konnte sich Lucas den beiden Fortsetzungen widmen und drehte, teilweise auch unter schwierigen Rahmenbedingungen, die ebenso erfolgreichen Nachfolger Das Imperium schlägt zurück (1980) und Die Rückkehr der Jedi-Ritter (1983). In beiden Filmen fungierte er als ausführender Produzent und überließ die Regie Irvin Kershner beziehungsweise Richard Marquand.
In den 1990er Jahren ließ George Lucas seine Star-Wars-Trilogie überarbeiten, indem einzelne Szenen mit neuen Spezialeffekten ausgestattet und wenige Handlungen angepasst werden sollten. 1997 gelangten die drei Filme als „Special Edition“ erneut in die Kinos. Kurz darauf begannen die Produktionsarbeiten zu einer weiteren Star-Wars-Trilogie, welche die Vorgeschichte zu den alten Filmen erzählen sollte.

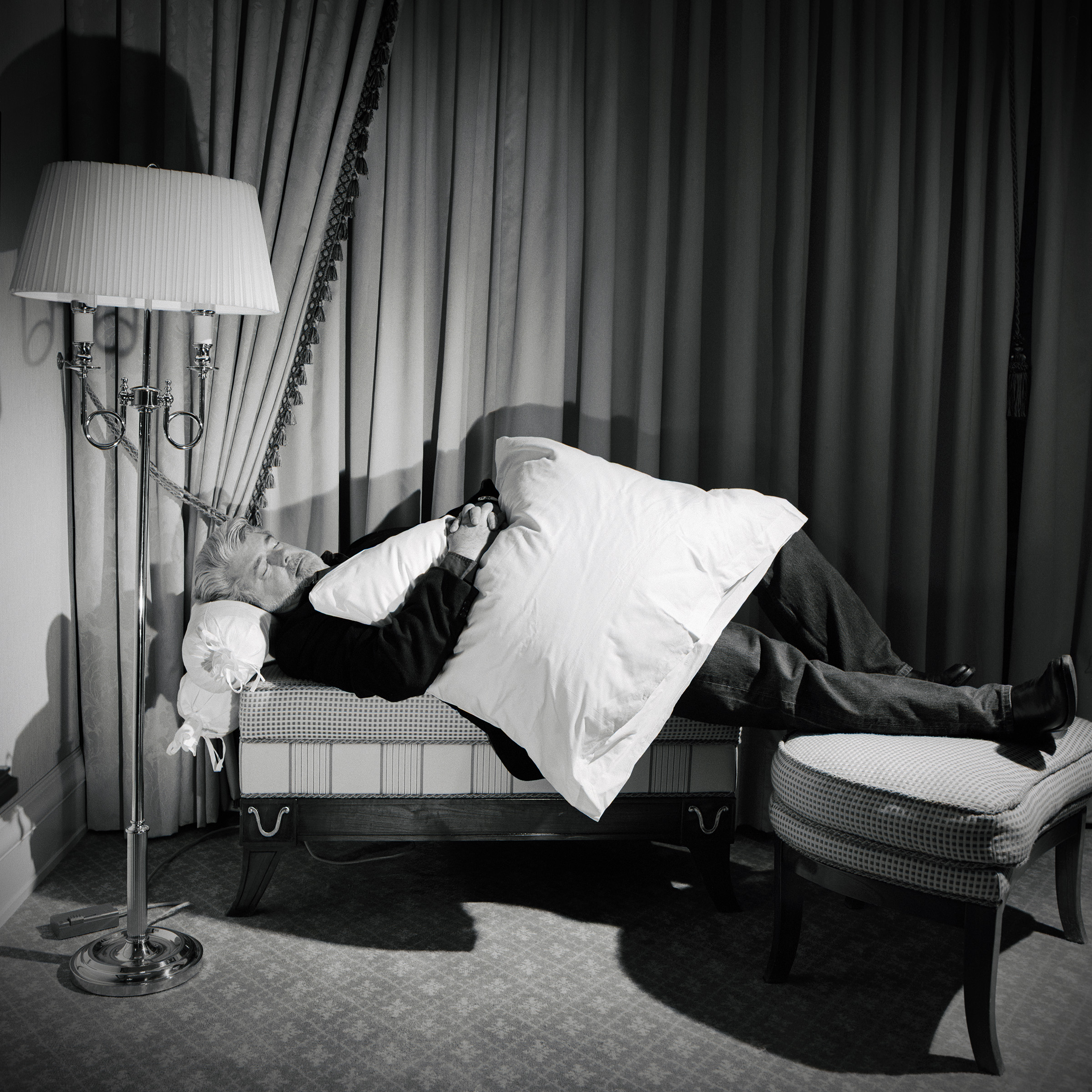
George Lucas, Berlin 2005 (Porträt von Oliver Mark)

##### Prequel-Trilogie (1999–2005)
Der vierte Star-Wars-Film, der Ende der 90er fertiggestellt wurde, ist somit innerhalb der erzählten Geschichte der erste Teil. Unter dem Titel Star Wars: Episode I – Die dunkle Bedrohung kam er 1999 in die Kinos und ist mit einem Einspielergebnis von 924,3 Millionen US-Dollar sein erfolgreichster Star-Wars-Film.
Im Abstand von drei Jahren erschienen die Nachfolger Star Wars: Episode II – Angriff der Klonkrieger (2002) und Star Wars: Episode III – Die Rache der Sith (2005). Die neue Star-Wars-Trilogie unterscheidet sich besonders durch den erhöhten Einsatz von Computeranimationen und anderen Spezialeffekten von der Originaltrilogie. Im Gegensatz zu echten Schauplätzen und lokalen Aufnahmen wurden viele Szenen vor großen Green-Screens gedreht und die Umgebung oder Figuren nachträglich eingefügt, beispielsweise die Armee der Klonkrieger oder der Kampfdroiden. Dies brachte den neuen Filmen die Kritik ein, die Effekte in den Mittelpunkt zu stellen und die eigentliche Geschichte zu vernachlässigen. Lucas führte in allen drei neuen Star-Wars-Filmen selbst die Regie und schrieb für den ersten sowie den dritten Teil das Drehbuch, während er den zweiten Teil gemeinsam mit Jonathan Hales schrieb.
Anders als noch die Original-Trilogie wurden die neuen Filme häufig aufgrund des exzessiven Einsatzes von CGI sowie schlechter Dialoge und der politischen Botschaft hinter der Handlung kritisiert; rückblickend betrachtet wird die Trilogie einerseits kritisiert, andererseits jedoch unter anderem von den späteren Regisseuren der Sequel-Tilogie, J.J. Abrams und Rian Johnson, gelobt. Angesichts der Gestaltung mancher Alien-Rassen wurde Lucas zudem Rassismus und Stereotypisierung vorgeworfen, da bestehende Spezies an Karikaturen von Menschen aus dem asiatischen, afrikanischen und südamerikanischem Raum erinnern würden. Lucas wies die Vorwürfe jedoch bisher zurück. Ebenfalls wurde das Drehbuch wie auch Schauspiel mancher Darsteller wie Hayden Christensen als zu hölzern und zu schwach kritisiert, während jedoch die Darstellung von Ewan McGregor als junge Version von Sir Alec Guinness hervorgehoben wurde. Seit den 2010er Jahren erfährt die Prequel-Trilogie vor allem im Internet und in den sozialen Medien eine deutlich positivere Resonanz und wird durch zahlreiche Meme-Formate ausgehend von einzelnen Dialogen des Öfteren parodiert oder in andere Kontexte gesetzt.
Die amerikanische Zeichentrickserie Clone Wars wurde von 2003 bis 2005 in drei Staffeln gedreht und beschreibt in kurzen Episoden, die fünf bis 15 Minuten dauern, die Handlung zwischen den Episoden II und III. Seit 2014 gehört sie jedoch dem Legends-Bereich an und spielt damit nicht mehr im offiziellen Star-Wars-Kanon.
Im Jahr 2004 wurde eine Star-Wars-DVD-Edition veröffentlicht, die alle Teile der Originaltrilogie in bearbeiteter Form umfasst. Lucas änderte mit dieser Veröffentlichung auch offiziell die Titel der einzelnen Filme der Originaltrilogie.

##### Ableger und Spin-Offs (seit 2008)
Nach einem im Kino veröffentlichten Pilotfilm lief von 2008 bis 2014 die von Lucas produzierte Computeranimationsserie The Clone Wars im Fernsehen; diese deckt die Zeit der Klonkriege ab, ehe sie in Die Rache der Sith mündet und konzentriert sich auf Obi-Wan Kenobi und Anakin Skywalker sowie dessen Schülerin Ahsoka Tano. Für die 2020 nachträglich erschienene siebte Staffel gab er den Posten des Produzenten an Dave Filoni ab. Im Nachhinein wurde die Serie oftmals als deutliche Aufwertung der Prequel-Trilogie bezeichnet, da sie verschiedene Handlungen und Figuren weiter entwickle und beleuchte.
Die Serie selbst erhielt mit Star Wars Rebels (2014–2018) und Star Wars: The Bad Batch (seit 2021) weitere Ableger, welche die Prequel-Trilogie weiter ausbauen und zur Original-Trilogie hinführen. Zudem erschien mit Star Wars: Geschichten der Jedi (seit 2022) ein weiteres Spin-Off, welches in verschiedenen Zeitpunkten zwischen und vor beiden Ären angesiedelt ist und sich um verschiedene Jedi dreht. Mit Star Wars Resistance (2018–2020) wurde außerdem ein Ableger mit Bezügen zur Sequel-Trilogie etabliert.
Neben der Sequel-Trilogie baute Lucasfilm auf das Konzept, abwechselnd Fortsetzungen und Spin-Offs zu zeigen, was im Dezember 2016 mit Rogue One: A Star Wars Story realisiert wurde. Jener Film stellt die Vorgeschichte zum Vorspann von Eine neue Hoffnung dar, in welcher eine Gruppe Rebellen die Pläne des Todessterns erbeutet und an Prinzessin Leia Organa überreicht. 2018 wurde mit dem Film Solo: A Star Wars Story die Vorgeschichte von Han Solo erläutert, doch dieser floppte finanziell an den Kinokassen.
Aus diesem Grund wurden weitere Filmprojekte um Obi-Wan Kenobi und Boba Fett verworfen, 2021 und 2022 allerdings jeweils in Form einer Spin-Off-Serie letztlich doch umgesetzt. Jedoch war Lucas wie bei der Sequel-Trilogie ebenso wenig an den Projekten beteiligt, allerdings favorisierte er Rogue One gegenüber Das Erwachen der Macht.
Nachdem die Sequel-Trilogie bisweilen kontrovers aufgenommen wurde, entschieden sich die Verantwortlichen zunächst auf Live-Action-Serien zu setzen. Im November 2019 feierte die erste Live-Action-Serie The Mandalorian Premiere, die zeitlich nach der Original-Trilogie spielt und mit Das Buch von Boba Fett (2021–2022) einen weiteren Ableger hervorgebracht hat; das an Rebels anschließende Spin-Off Ahsoka folgt 2023. Ein Bild von Lucas am Set von The Mandalorian verbreitete sich im Internet viral, da es ihn mit der Puppe von Grogu (inoffiziell: Baby Yoda) zeigte; zudem tauschte er sich mit Ahsoka-Darstellerin Rosario Dawson aus, was ebenfalls eine weite Resonanz auslöste.
Abseits dieser Projekte stehen die Prequel-Serien Obi-Wan Kenobi (2022) und Andor (seit 2022) im Vordergrund, die nach Episode III angesiedelt sind und sich um die gleichnamigen Figuren sowie ihr Umfeld zu dieser Zeit drehen. Weitere Projekte wie Star Wars: Skeleton Crew (2023) und The Acolyte (2024) folgen ebenfalls, wobei letztere erstmals in Live-Action die Ära der Hohen Republik beleuchtet.

##### Sequel-Trilogie (2015–2019)
Die Sequel-Trilogie, welche mit Star Wars: Das Erwachen der Macht 2015 startete und 2017 mit Star Wars: Die Letzten Jedi sowie 2019 mit Star Wars: Der Aufstieg Skywalkers zwei Fortsetzungen erhielt, entstand nach dem Verkauf an Disney und weitgehend ohne Mitwirken von Lucas, obwohl die Verantwortlichen sich Details aus seinen früheren Entwürfen nahmen und er Abrams Ratschläge gab, was man verändern könne. Angesichts der von Kritiken angeprangerten Parallelität von Eine neue Hoffnung und Das Erwachen der Macht zeigte sich Lucas enttäuscht, dass trotz seiner Bemühen, die Dinge anders zu gestalten, das Endergebnis doch so viele Parallelen zeigte.
Bei Die Letzten Jedi äußerte er sich wiederum positiv, wohingegen zu Der Aufstieg Skywalkers bisher keine Äußerungen seinerseits bekannt sind. Die mediale Resonanz war jedoch äußerst unterschiedlich und wurde seit jeher kontrovers diskutiert. Dies verleitete letztlich die Verantwortlichen bei Lucasfilm dazu, vorerst auf weitere Filme zu verzichten und stattdessen den Fokus auf neue Live-Action-Serien zu richten.

#### Indiana Jones
Lucas sprach noch vor den Dreharbeiten zu Krieg der Sterne eine Idee mit dem Drehbuchautor Philip Kaufman durch, bei der es sich um einen Archäologen in der Figur des furchtlosen Indiana Smith handelte. Der Vorname „Indiana“ stammte von Lucas’ gleichnamigen Hund. Kaufman arbeitete mehrere Wochen lang mit Lucas an den Ideen für ein Drehbuch. Das Projekt wurde eingestellt, nachdem Kaufman von Clint Eastwood gebeten worden war, ihm das Drehbuch seines neuen Westerns Der Texaner zu schreiben.
Nach dem Kinostart von Krieg der Sterne traf George Lucas, der zu dieser Zeit Urlaub auf Maui machte, auf Steven Spielberg. Spielberg hatte zuvor bei dem Film Unheimliche Begegnung der dritten Art Regie geführt und war auf der Suche nach einem neuen Projekt. Lucas bot ihm Jäger des verlorenen Schatzes an. Die Handlung von Indiana Smiths Abenteuer überzeugten Spielberg, der dem Projekt zusagte. Anfang 1978 konnte Lucas den Drehbuchautor Lawrence Kasdan engagieren, der das Drehbuch von Jäger des verlorenen Schatzes zu Ende schrieb. Zusammen mit Steven Spielberg arbeiteten Kasdan und Lucas insgesamt drei Jahre am endgültigen Drehbuch, in dem die Hauptfigur schließlich Indiana Jones hieß. Bei den darauffolgenden Dreharbeiten übernahm Steven Spielberg die Regie und George Lucas fungierte als Produzent von Jäger des verlorenen Schatzes.
Im Vergleich zu den Star-Wars-Filmen war der Bedarf an Spezialeffekten gering und die Dreharbeiten unkompliziert. Nachdem die Postproduktion bei ILM abgeschlossen war, kam Jäger des verlorenen Schatzes am 12. Juni 1981 in die Kinos und wurde zum umsatzstärksten Film des Jahres, der später noch mit vier Oscars ausgezeichnet wurde.
Mit Indiana Jones und der Tempel des Todes (1984) und Indiana Jones und der letzte Kreuzzug (1989) folgten zwei weitere Spielfilme, die an die Geschichte und an den Erfolg des ersten Teils anknüpften. Ab 1992 fungierte Lucas als Autor und Produzent einer Fernsehserie mit dem Titel Die Abenteuer des jungen Indiana Jones. Die Serie wurde unter anderem mit einer Golden-Globe-Nominierung in der Kategorie Drama und zwölf Emmys ausgezeichnet. Am 22. Mai 2008 startete der vierte Teil der Indiana-Jones-Saga. Dazu schrieb George Lucas die Geschichte, arbeitete am Drehbuch mit und ist neben Spielberg als Regisseur der Produzent von Indiana Jones und das Königreich des Kristallschädels. Bezüglich des geplanten fünften Spielfilms der Reihe namens Indiana Jones und das Rad des Schicksals wurde bekanntgegeben, dass Lucas als ausführender Produzent teilnehmen wird, aber die Ideen für das Drehbuch von anderer Seite geliefert werden; der Film startete unter der Regie von James Mangold schließlich am 23. Juni 2023 in den Kinos.

#### Weitere Filmproduktionen

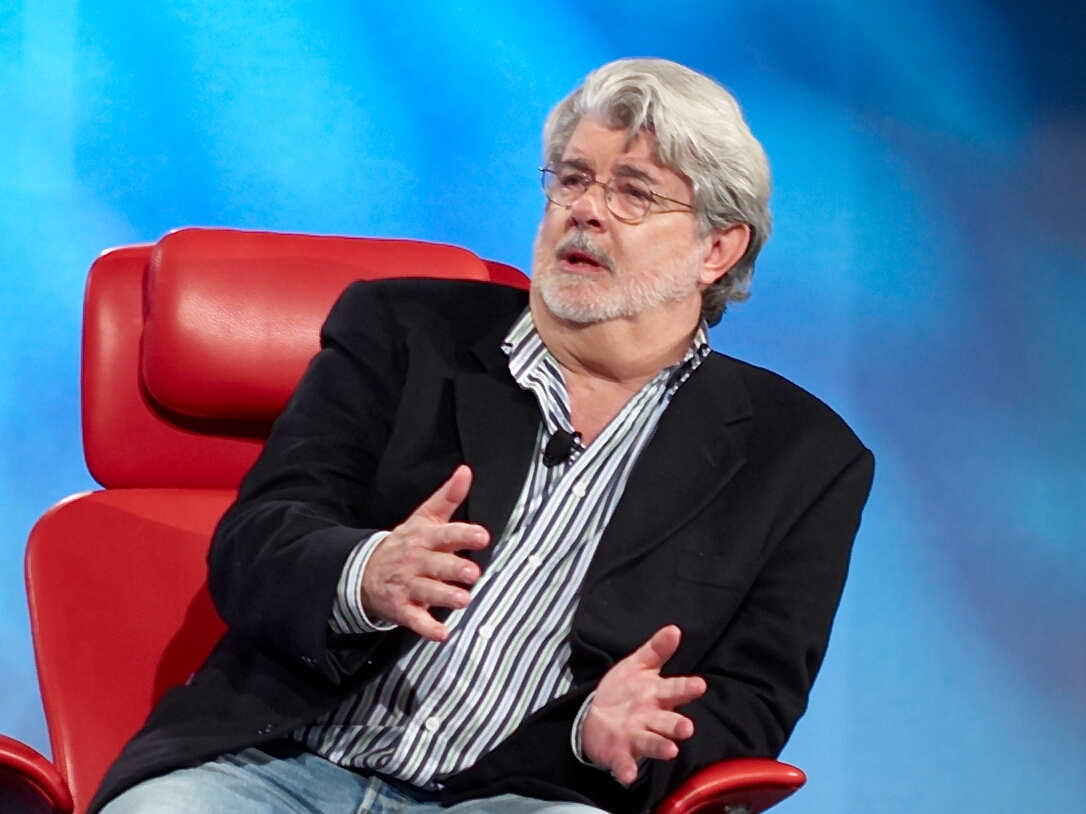
George Lucas (2007)

Lucas bat Howard G. Kazanjian, seinen alten Freund von der University of Southern California, die Fortsetzung von American Graffiti zu produzieren. Für Buch und Regie wandte er sich an Bill Norton, der durch sein Drama Cisco Pike (1972) bekannt geworden war. Der Film mit dem Titel The Party is Over… Die Fortsetzung von American Graffiti startete am 3. August 1979 in den amerikanischen Kinos. Im Film werden die weiteren Schicksale der Hauptpersonen von American Graffiti behandelt. Die komplizierte Verschachtelung von Zeitebenen erschwerte das Verständnis, sodass viele Zuschauer der komplexen Handlung nicht folgen konnten und noch vor Filmende die Kinovorstellung verließen. Das Einspielergebnis des Vorgängers konnte nicht gehalten werden; der Film entwickelte sich sogar zu einem Flop.
Lawrence Kasdan hatte 1980 ein Drehbuch mit dem Titel Heißblütig – Kaltblütig an Alan Ladd junior verkauft, der inzwischen sein eigenes Unternehmen hatte und Filme für Warner Bros. produzierte. Ladd war bereit, Kasdans Regiedebüt unter der Bedingung zu finanzieren, dass er sich von einem erfahrenen Regisseur beraten ließ. Lucas übernahm die Rolle des Produzenten von Heißblütig – Kaltblütig. Während er bei den Dreharbeiten sich nicht in Kasdans Vorstellungen einmischte, stand Lucas ihm beim Schnitt beratend zu Seite. Beim Kinostart von Heißblütig – Kaltblütig verzichtete Lucas darauf, namentlich erwähnt zu werden. Kasdans eigenständige Leistungen sollten nicht von Lucas Namen abgelenkt werden, so Lucas in einem späteren Interview.
Der Animationsfilm Twice Upon a Time war das nächste Fremdprojekt, an dem sich Lucas beteiligte. Für die Regie und Produktion waren John Korty und Charles Swenson verantwortlich. Korty führte Lucas 1981 ein Demonstrationsvideo vor, das aus statischen Zeichentrickbildern bestand, welche wiederum hintergrundbeleuchtet wurden, um dem Film mehr Leuchtkraft zu verleihen. Von Korty wurde das Verfahren auch Lumage-Animation genannt. Lucas war von der Idee beeindruckt und wurde als Produzent engagiert. Außerdem kümmerte er sich sowohl um die Finanzierung als auch um den Verleih durch die Ladd Company. Der Film war insgesamt ein mäßiger Erfolg, da er seine Produktionskosten nur schwer wieder einspielen konnte.
Walt Disney Pictures überließ Walter Murch, einem alten Freund und Kollegen von Lucas, die Regie von Oz – eine phantastische Welt. Als Murch in Schwierigkeiten mit Budget und Produktion geriet, wandte er sich an Lucas, der ab diesem Zeitpunkt als Unternehmensberater an der weiteren Produktion beteiligt war.
Im Jahr 1985 war ILM mit der Realisierung einer muppetartigen Figur beschäftigt; die Ente Howard aus dem Comic Howard the Duck. Lucas war seit seiner Kindheit ein Fan dieser Figur gewesen und hatte auch Willard Huyck ein Heft von Howard the Duck gezeigt. Im Laufe der nächsten Jahre schrieb Huyck zahlreiche Drehbuchentwürfe einer Komödie mit realen Personen, die mit der Comicfigur interagieren sollten. Das Projekt stieß unter den Filmstudios auf zögernde Abnahme, da zu diesem Zeitpunkt die Popularität der Comicfigur drastisch schwand, nicht zuletzt war die Comic-Serie 1981 eingestellt worden. Trotzdem versprach Universal für das Budget aufzukommen, vorausgesetzt Lucas würde als Produzent erwähnt werden. Letzten Endes überstiegen die Produktionskosten ein Vielfaches des vereinbarten Budgets. Beim Kinostart im August 1986 wurde Howard – Ein tierischer Held heftig kritisiert, und die Produktionskosten konnten längst nicht wieder eingespielt werden.
Als Produzent trug er auch zu Filmen wie Kagemusha – Der Schatten des Kriegers (1980), Die Reise ins Labyrinth (1986) und Willow (1988) bei.
Mit seinem langjährigen Freund Francis Ford Coppola drehte er 1986 den 3D-Film Captain Eo, in dessen Hauptrolle Michael Jackson auftrat. Dieser Film eröffnete 1987 die gleichnamige Star-Tours-Attraktion, die ebenso wie Captain Eo unter anderem im Disneyland-Vergnügungspark in Florida und im Disneyland Paris zu sehen war.
Im Jahr 2024 wurde ihm der Ehrenpreis (Palme d’or d’honneur) des 77. Filmfestivals von Cannes zugesprochen.

### Privates
1969 heiratete George Lucas Marcia Griffin, von der er sich 1983 scheiden ließ. Er hat drei Kinder adoptiert.
Der Kauf der 700 Hektar großen Bulltail Ranch nahe San Rafael im Jahr 1980 verschaffte seinem Unternehmen Lucasfilm mitsamt Tochtergesellschaften wie LucasArts, Lucas Digital, Lucas Licensing, Lucas Learning und Lucas OnLine einen entsprechenden Unternehmenssitz. Durch zusätzliche Zukäufe von angrenzenden Ländereien entstand nach und nach ein Komplex mit einer Fläche von 2.600 Hektar. Lucas benannte sein Grundstück zur „Skywalker Ranch“ um.
Zusammen mit Mitarbeitern des Tonstudios Sprocket Systems entwickelte der Toningenieur Tomlinson Holman eine spezielle Anordnung von Lautsprechern, die zusammen eine spezifische Akustik erreichten. 1982 kam dieses sogenannte THX Sound System auf den Markt und wurde, dank der weitreichenden Anpassungsmöglichkeiten, in viele Kinos eingebaut. Inzwischen ist THX ein weltweiter Standard hochwertiger Tonwiedergabe in Kinos und bei Heimkinoanlagen. 1987 taufte Lucas sein ursprünglich Sprocket Systems genanntes Tonstudio in Skywalker Sounds um und verlegte den Sitz zusammen mit ILM auf seine Ranch nördlich von San Francisco.
Die Empörung über Lernmethoden, die ihn schon als Schüler demotiviert hatten, veranlassten Lucas 1991, die George Lucas Educational Foundation als gemeinnützige Stiftung für Bildung zu gründen. Sie hat sich zur Aufgabe gesetzt, herauszufinden, wie das Bildungsangebot im Zeitalter des Computers verbessert werden könnte. So entwickelte man mit EditDroid das erste nichtlineare computerbasierte Schnittsystem, etwa um Multimedia-Lektionen zu präsentieren, auf die man mit Computern in Bildungsstätten zugreifen kann.
George Lucas, der kein Mitglied der Academy of Motion Picture Arts and Sciences ist, erhielt anlässlich der 64. Oscarverleihung am 30. März 1992 aus den Händen von Steven Spielberg den Irving G. Thalberg Memorial Award. In seiner Dankesrede erwähnte er insbesondere Francis Ford Coppola.

„Filme werden nicht von Einzelpersonen gemacht, sondern immer nur in der Gruppe. Ohne die Arbeit der Schauspieler, Autoren, Regisseure, Produzenten und anderen Mitarbeitern, der vielen Assistenten aller Art und der Filmvorführer, stünde ich heute nicht hier, um diesen Preis entgegenzunehmen. Ihnen allen bin ich sehr dankbar. […] Danke, Francis, für alles, was du mir beigebracht hast.“

2002 weitete Lucas seine Unternehmensgruppe auf die Big Rock Ranch in der Nähe seiner Skywalker Ranch aus. Außerdem eröffnete Lucasfilm Ltd. 2004 ein neues Tochterunternehmen in Singapur. Lucasfilm Animation Singapore ist ein digitales Studio, das Animationen für Film, Fernsehen und Spiele erstellt. Seit 2005 ist der Hauptsitz von LucasFilm, Industrial Light&Magic und LucasArts im Letterman Digital Arts Center auf dem Gelände des ehemaligen Militärstützpunkts Presidio San Francisco – mit Blick auf die Bucht und die Golden Gate Bridge.
Das American Film Institute (AFI) zeichnete George Lucas im Juni 2005 als 33. Preisträger mit dem Life Achievement Award für sein Lebenswerk aus. Im Anschluss an die Preisverleihung antwortete er in einem Interview auf die Frage nach Fortsetzungen der Star-Wars-Saga:

„Es wäre sicher amüsant, Fortsetzungen mit all den Figuren zu machen, wenn sie Mitte achtzig sind. Nein, ich habe nicht vor, mit achtzig einen weiteren Star-Wars-Film zu machen. Das ist das Ende!“

Seit 2006 ist Lucas mit der 25 Jahre jüngeren Mellody Hobson liiert, die als Fernsehmoderatorin und Managerin beim Animationsfilm-Studio DreamWorks SKG arbeitet. Am 22. Juni 2013 heirateten sie auf seiner Skywalker Ranch im Marin County.

### Wirken in der Öffentlichkeit

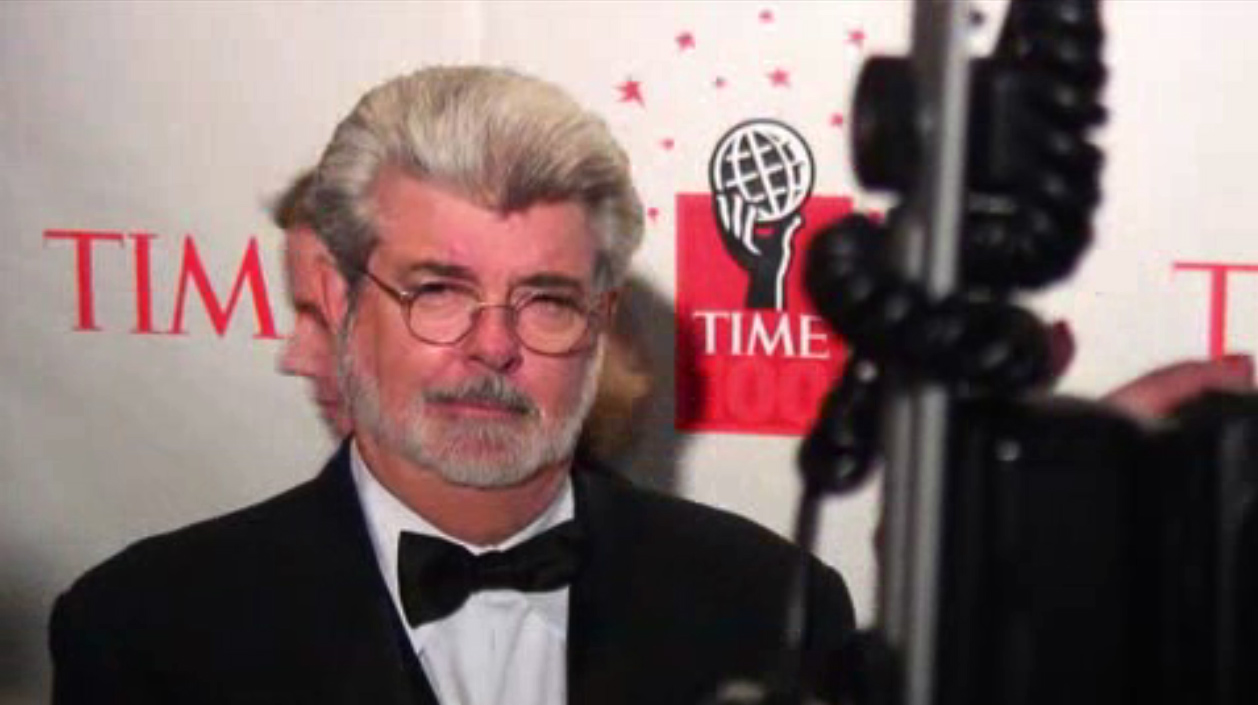
George Lucas 2006 bei der Time-100-Gala

George Lucas hält sich in Bezug auf sein Privatleben gegenüber der Öffentlichkeit bedeckt. Aufgrund zahlreicher Enttäuschungen mit Hollywoods Filmindustrie und insbesondere deren Filmstudios ist Lucas aus den damaligen Filmgewerkschaften Directors Guild und Writers Guild sowie dem Filmverband Motion Picture Association of America ausgetreten. Mittlerweile betreibt er selbst eine Filmproduktionsgesellschaft. Er lebt abgeschieden von Los Angeles in San Francisco und finanziert seine Filme großteils komplett unabhängig.
Lucas scheut öffentliche Auftritte und hält ungern Reden. In der Öffentlichkeit wirkt er introvertiert, ruhig und zurückhaltend, außerdem trägt er bevorzugt karierte Hemden und weiße Turnschuhe. Regelmäßig spendet er Geld für wohltätige Zwecke. Im Juni 2010 schloss er sich der philanthropischen Kampagne The Giving Pledge der Milliardäre Bill Gates und Warren Buffett an und versprach, mehr als die Hälfte seines Vermögens wohltätigen Zwecken zu spenden.
Dabei beschreibt er sich selbst als „nicht besonders klug und kein Glückskind“. Freunde wie Francis Ford Coppola sehen in ihm einen „ernsten Menschen ohne plumpen Humor“. George Lucas bezeichnet sich als gläubigen Menschen mit buddhistisch-methodistischer Überzeugung.

## Lucas Museum of Narrative Art
Anfang 2014 wurden Lucas’ Planungen eines Museums namens Lucas Cultural Arts Museum auf dem Gelände des Presidio in San Francisco durch die Verwaltung des Geländes abgelehnt. Nach einigen Ortswechseln und Verzögerungen durch COVID-19 soll das Museum mit dem neuen Namen „Lucas Museum of Narrative Art“ 2023 in Los Angeles, Kalifornien eröffnen.
Das Museum soll unter anderem Werke von Ralph McQuarrie, Jack Kirby sowie Josephine Baker, Sidney Poitier und weiteren enthalten, während es die Geschichte des afro-amerikanischen Kinos zeigt; als Direktor und CEO war Don Bacigalupi vorgesehen, doch jener gab den Posten 2019 ab. Seine Nachfolgerin ist Sandra Jackson-Dumont.

## Filmografie (Auswahl)

### Studenten- und Dokumentarfilme
- 1965: Look at Life
- 1965: Freiheit
- 1966: Herbie
- 1966: 1:42.08
- 1967: Electronic Labyrinth: THX 1138 4EB
- 1967: Anyone Lived in a Pretty How Town
- 1967: The Emperor
- 1967: 6.18.67
- 1968: Filmmaker

### Spielfilme
| Regie - 1971: THX 1138 - 1973: American Graffiti - 1977: Krieg der Sterne (Star Wars) - 1999: Star Wars: Episode I – Die dunkle Bedrohung (Star Wars: Episode I – The Phantom Menace) - 2002: Star Wars: Episode II – Angriff der Klonkrieger (Star Wars: Episode II – Attack of the Clones) - 2005: Star Wars: Episode III – Die Rache der Sith (Star Wars: Episode III – Revenge of the Sith) Drehbuch - 1971: THX 1138 - 1973: American Graffiti - 1977: Krieg der Sterne (Star Wars) - 1980: Das Imperium schlägt zurück (The Empire Strikes Back, Story) - 1981: Jäger des verlorenen Schatzes (Raiders of the Lost Ark, Story) - 1983: Die Rückkehr der Jedi-Ritter (Return of the Jedi) - 1984: Indiana Jones und der Tempel des Todes (Indiana Jones and the Temple of Doom, Story) - 1988: Willow - 1989: Indiana Jones und der letzte Kreuzzug (Indiana Jones and the Last Crusade, Story) - 1994: Radioland Murders – Wahnsinn auf Sendung (Radioland Murders, Story) - 1999: Star Wars: Episode I – Die dunkle Bedrohung (Star Wars: Episode I – The Phantom Menace) - 2002: Star Wars: Episode II – Angriff der Klonkrieger (Star Wars: Episode II – Attack of the Clones) - 2005: Star Wars: Episode III – Die Rache der Sith (Star Wars: Episode III – Revenge of the Sith) - 2008: Indiana Jones und das Königreich des Kristallschädels (Indiana Jones and the Kingdom of the Crystal Skull, Story) - 2015: Strange Magic (Story) Darsteller - 1984: Indiana Jones und der Tempel des Todes (Indiana Jones and the Temple of Doom) - 1991: Hook - 1994: Beverly Hills Cop III - 2005: Star Wars: Episode III – Die Rache der Sith (Star Wars: Episode III – Revenge of the Sith) | Ausführender Produzent - 1979: The Party is over… Die Fortsetzung von American Graffiti (More American Graffiti) - 1980: Das Imperium schlägt zurück (The Empire Strikes Back) - 1980: Kagemusha – Der Schatten des Kriegers (Kagemusha, Koproduzent) - 1981: Jäger des verlorenen Schatzes (Raiders of the Lost Ark) - 1983: Die Rückkehr der Jedi-Ritter (Return of the Jedi) - 1984: Indiana Jones und der Tempel des Todes (Indiana Jones and the Temple of Doom, Koproduzent) - 1985: Mishima – Ein Leben in vier Kapiteln (Mishima: A Life in Four Chapters) - 1986: Latino - 1986: Die Reise ins Labyrinth (Labyrinth) - 1986: Howard – Ein tierischer Held (Howard the Duck) - 1986: Captain EO - 1988: Willow - 1988: Powaqqatsi - 1988: Tucker (Tucker: The Man and His Dream) - 1988: In einem Land vor unserer Zeit (The Land Before Time, Koproduzent) - 1989: Indiana Jones und der letzte Kreuzzug (Indiana Jones and the Last Crusade) - 1994: Radioland Murders – Wahnsinn auf Sendung (Radioland Murders) - 1999: Star Wars: Episode I – Die dunkle Bedrohung (Star Wars: Episode I – The Phantom Menace) - 2002: Star Wars: Episode II – Angriff der Klonkrieger (Star Wars: Episode II – Attack of the Clones) - 2005: Star Wars: Episode III – Die Rache der Sith (Star Wars: Episode III – Revenge of the Sith) - 2008: Indiana Jones und das Königreich des Kristallschädels (Indiana Jones and the Kingdom of the Crystal Skull) - 2008: Star Wars: The Clone Wars - 2012: Red Tails - 2023: Indiana Jones und das Rad des Schicksals (Indiana Jones and the Dial of Destiny) |

### Fernsehfilme und -serien
| Drehbuch - 1984: Die Ewoks – Karawane der Tapferen (The Ewok Adventure, Story und Nachdreh-Regie) - 1985: Kampf um Endor (Ewoks: The Battle for Endor) - 1985–1986: Die Ewoks (Ewoks, Charaktere) - 1986: The Great Heep (Charaktere) - 2014: Star Wars Rebels (Co-Writer) | Ausführender Produzent - 1984: Die Ewoks – Karawane der Tapferen (The Ewok Adventure) - 1985: Freunde im All (Star Wars: Droids, Koproduzent) - 1985: Kampf um Endor (Ewoks: The Battle for Endor) - 1992: Die Abenteuer des jungen Indiana Jones (The Young Indiana Jones Chronicles) - 2003: Star Wars: Clone Wars - 2008: Star Wars: The Clone Wars Nachbearbeitung - 1993: Jurassic Park |

## Auszeichnungen (Auswahl)
| Platz | Film                                  |
| ----- | ------------------------------------- |
| 14    | Das Imperium schlägt zurück           |
| 25    | Krieg der Sterne                      |
| 55    | Jäger des verlorenen Schatzes         |
| 84    | Die Rückkehr der Jedi-Ritter          |
| 119   | Indiana Jones und der letzte Kreuzzug |

George Lucas erhielt für seine diversen Filmbeteiligungen viele unterschiedliche Auszeichnungen und Nominierungen. Im Folgenden werden die bekanntesten und Genre üblichsten Preise aufgeführt.
Oscarverleihung
- 1974: Nominierung in der Kategorie Beste Regie für American Graffiti
- 1974: Nominierung in der Kategorie Bestes Originaldrehbuch für American Graffiti
- 1978: Nominierung in der Kategorie Beste Regie für Krieg der Sterne
- 1978: Nominierung in der Kategorie Bestes Originaldrehbuch für Krieg der Sterne
- 1992: Auszeichnung mit dem Irving G. Thalberg Memorial Award

Golden Globe Award
- 1974: Nominierung in der Kategorie Beste Regie für American Graffiti
- 1978: Nominierung in der Kategorie Beste Regie für Krieg der Sterne

Daytime Emmy Award
- 2013: Auszeichnung in der Kategorie Outstanding Special Class Animated Program für Star Wars: The Clone Wars

Saturn Award
- 1978: Auszeichnung in der Kategorie Beste Regie für Krieg der Sterne
- 1978: Auszeichnung in der Kategorie Bestes Drehbuch für Krieg der Sterne
- 1984: Nominierung in der Kategorie Bestes Drehbuch für Die Rückkehr der Jedi-Ritter
- 2000: Nominierung in der Kategorie Beste Regie für Star Wars Episode I: Die dunkle Bedrohung
- 2003: Nominierung in der Kategorie Beste Regie für Star Wars Episode II: Angriff der Klonkrieger
- 2006: Nominierung in der Kategorie Beste Regie für Star Wars Episode III: Die Rache der Sith
- 2006: Nominierung in der Kategorie Bestes Drehbuch für Star Wars Episode III: Die Rache der Sith

Goldene Himbeere
- 2003: Auszeichnung in der Kategorie Schlechtestes Drehbuch für Star Wars Episode II – Angriff der Klonkrieger zusammen mit Jonathon Hales
- 2009: Auszeichnung in der Kategorie Schlechteste Neuverfilmung oder Fortsetzung für Indiana Jones und das Königreich des Kristallschädels zusammen mit Kathleen Kennedy und Frank Marshall

## Ehrungen
- Im Jahr 2000 wurde Lucas in die American Academy of Arts and Sciences gewählt.
- Das American Film Institute zeichnete ihn für sein Lebenswerk 2005 aus.[25]
- 2006 wurde Lucas in die Science Fiction Hall of Fame aufgenommen.[26]
- 2009 wurde er in die California Hall of Fame im The California Museum aufgenommen.
- Im Juli 2013 erhielt Lucas die National Medal of Arts von Präsident Barack Obama für seine Verdienste um das amerikanische Kino.[27]
- Im Oktober 2014 erhielt Lucas die Ehrenmitgliedschaft der Society of Motion Picture and Television Engineers.[28][29]
- Im August 2015 wurde Lucas als Disney Legend ausgezeichnet.[30]
- 2015 erhielt er den Kennedy-Preis.

## Romane
- 2001: Terry Brooks: Star Wars: Episode 1 – Die dunkle Bedrohung (Romanadaption, mitwirkender), Blanvalet-Verlag, ISBN 978-3-7645-0083-2 (Neuauflage: 2015, ISBN 978-3-7341-6062-2)
- 2002: R. A. Salvatore: Star Wars: Episode 2 – Angriff der Klonkrieger (Romanadaption, mitwirkender), Blanvalet-Verlag, ISBN 978-3-442-35761-1 (Neuauflage: 2015, ISBN 978-3-7341-6063-9)
- 2003: Matthew Stover: Shatterpoint. Roman, Prolog von George Lucas. Ballantine Books, ISBN 0-345-45573-8.
- 2005: James Luceno: Labyrinth des Bösen (Roman, mitwirkender), Blanvalet-Taschenbuch-Verlag, ISBN 978-3-442-36226-4.
- 2005: Matthew Stover: Star Wars: Episode 3 – Die Rache der Sith.(Romanadaption, mitwirkender). Blanvalet-Verlag, ISBN 3-442-36431-0 (Neuauflage: 2015, ISBN 978-3-7341-6064-6)
- 2012: James Luceno Darth Plagueis. Roman (Mitwirkender), Blanvalet-Taschenbuch-Verlag, ISBN 978-3-442-38045-9.